# Jesús Herrán Ceballos
Jesús Herrán Ceballos (Villanueva de Villaescusa,Cantabria, 1957) es un  maestro, editor, escritor y bibliófilo español, 

## Obra
Se ha dedicado a investigar las tradiciones populares de Cantabria; fruto de ello son dos libros que combinan amenidad, didactismo y rigor: Ojáncanos (Anaya, 1998), aproximación a este mítico monstruo de la mitología cántabra a través de una serie de relatos de su invención, y Cántabros, un pueblo indómito (Anaya, 2000), reconstrucción del modo de vida de los primeros habitantes de la región en los tiempos de las guerras de Roma.
En 2004 publicó en Alianza Editorial el libro Cantabria, diez rutas culturales con Gerardo Diego, un viaje literario por las bellezas de su tierra, de la mano del famoso poeta montañés.
En abril de 2008 publicó en la editorial Valnera Cantabria: la epopeya I. Segisama, un libro a modo de álbum ilustrado en el que narra la peripecia de las guerras cántabras desde un punto de vista que mezcla la historia real con la literatura. En diciembre de ese mismo año pone fin a esta historia con la publicación del segundo y último tomo de la serie: Cantabria: la epopeya II. Monte Vindio, igualmente editado por Valnera. 
En 2014 publicó en Valnera un libro sobre su valle natal, de título Villaescusa, nuestro valle. En el año 2017 vio la luz su libro Románico imprescindible. Cantabria, editado por la Fundación Santa María la Real del Patrimonio Histórico. Ese mismo año realizó la adaptación literaria para cómic de Moby Dick, novela gráfica ilustrada por José Ramón Sánchez y editada por Valnera Gráfica y Panini. En 2020 el Ayuntamiento de Santander y el Gremio de Editores de Cantabria publicaron su obra Literatura y cine en Cantabria, ilustrada por Enrique V. Vegas. Y en 2021, también con ilustraciones de Enrique V. Vegas, publicó Mitología de Cantabria. Cuaderno de campo, editado por Valnera Gráfica. 

## Periodista
Cabe destacar también su vertiente de articulista y cuentista (en ocasiones firma con el seudónimo de Jesús Vega Mediavilla, bajo cuyo amparo publicó Regreso a Bestiápolis (2003), las memorias del pintor cántabro Fernando Calderón), y su impulso decidido para promover ediciones nacionales de temas cántabros. A su mediación se debe la publicación de libros como Retablo infantil, de Manuel Llano (Anaya, 1992); Monstruos, duendes y seres fantásticos de la mitología cántabra, de Pollux Hernúñez y José Ramón Sánchez (Anaya, 1994) y las Obras completas, de Manuel Llano (Alianza, 1998).
Durante veintitrés años trabajó en Grupo Anaya, primero como delegado en Cantabria, después como Gerente para el País Vasco, Cantabria, Navarra y La Rioja, y durante los últimos años como Director Comercial de la zona Norte-Aragón (Cantabria, Asturias, País Vasco, Navarra, La Rioja, Castilla y León, Extremadura y Aragón).
En 1996 contribuyó al nacimiento en Euskadi de la editorial Haritza (Grupo Anaya Archivado el 2 de abril de 2010 en Wayback Machine.), para abordar, en sus publicaciones, la realidad cultural de esa Comunidad.
Posteriormente compatibilizó la dirección editorial de Ediciones Valnera con la edición de la  Enciclopedia del Románico en la península ibérica de la Fundación Santa María la Real de Aguilar de Campoo. Es miembro del Patronato de la Casona de Tudanca y del Consejo Municipal de la Cultura del Ayuntamiento de Santander. También formó parte del Instituto de Estudios Cántabros y del Patrimonio, hasta su disolución en 2012. 
Ha sido colaborador de la cadena cántabra Aquí TV.
En enero de 2012 comenzó una colaboración semanal en El Diario Montañés, en la que mantiene un elevado tono crítico.
Desde octubre de 2008 es presidente del Club Natación Camargo. Y en septiembre de 2014 fue elegido presidente del Gremio de Editores de Cantabria, de cuyo cargo dimitió el 26 de mayo de 2020 tras la crisis abierta en el sector por los recortes de la consejería de Cultura de Cantabria a las ayudas a la edición regional.

## Obra
- Ojáncanos, Anaya, Madrid, 1998.
- Cántabros, un pueblo indómito, Anaya, Madrid, 2000.
- Regreso a Bestiápolis (Memorias de Fernando Calderón, transcritas por Jesús Vega Mediavilla, heterónimo del autor), Valnera, Cantabria, 2003.
- Cantabria. Diez rutas culturales con Gerardo Diego, Alianza Editorial, Madrid, 2004.
- Cantabria: la epopeya I. Segisama, Valnera, Cantabria, 2008.
- Cantabria: la epopeya II. Monte Vindio, Valnera, Cantabria, 2008.
- Villaescusa, nuestro valle, Valnera, Cantabria, 2014.
- Románico imprescindible. Cantabria, Fundación Santa María la Real del Patrimonio Histórico, Palencia, 2017.
- Moby Dick, novela gráfica.  Adaptación literaria, Valnera Gráfica y Panini, Cantabria, 2017.
- Literatura y cine en Cantabria.  Ayuntamiento de Santander y Gremio de Editores de Cantabria (con ilustraciones de Enrique Vegas), Cantabria, 2020.
- Mitología de Cantabria. Cuaderno de campo. (Con ilustraciones de Enrique Vegas). Valnera Gráfica, Cantabria, 2021.